# 傑西·卡麥可
傑西·罗亚尔·卡麥可（英語：Jesse Royal Carmichael；1979年4月2日—），出生於美國科羅拉多州的博爾德。美國著名流行音樂團體魔力紅成員，為團體裡的鋼琴手﹑吉他手與合音。

## 家庭成員
父親是美國攝影師兼導演鮑伯·卡麥可(Bob Royal Carmichael)，他同時也是魔力紅的隨團攝影師。傑西有一個姊姊。

## 音樂之路

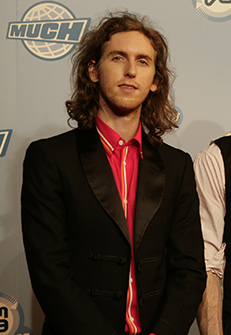
傑西·罗亚尔·卡麥可在2007年的MuchMusic颁奖典礼上

傑西如同大部分的孩童一樣，由古典鋼琴開始了他的音樂之路，這並非意味著鋼琴與傑西是持續連貫著的。
傑西在13歲的時候認識了亞當·李維(Adam Noah Levine)，兩人成為了朋友並於國中時期開始玩吉他；高中時組成了Kara's Flowers，亞當·李維為主唱暨吉他手，傑西身兼吉他手與合音，米基·麥登(Mickey Madden)為貝斯手，萊恩·度賽克(Ryan Dusick)則為鼓手兼合音，這就是魔力紅的前身。
在Kara's Flowers時期，傑西·卡麥可尚非日後他為世人所熟知的魔力紅中的鋼琴一職。傑西在接受Keyboard Magazine訪問時這樣回答：“18歲前，我從未回去鋼琴的世界。因為玩搖滾而讓我熱愛吉他，但爵士、藍調跟靈魂樂讓鋼琴再次回到我的生命中。史提夫·汪達是讓我想再次玩鋼琴的主要影響者，因為他的音樂實在太令人滿意了。”

## 外部連結
- Maroon 5 official website （页面存档备份，存于）